# Aéropostale (marque)
Pour les articles homonymes, voir Aéropostale (homonymie).

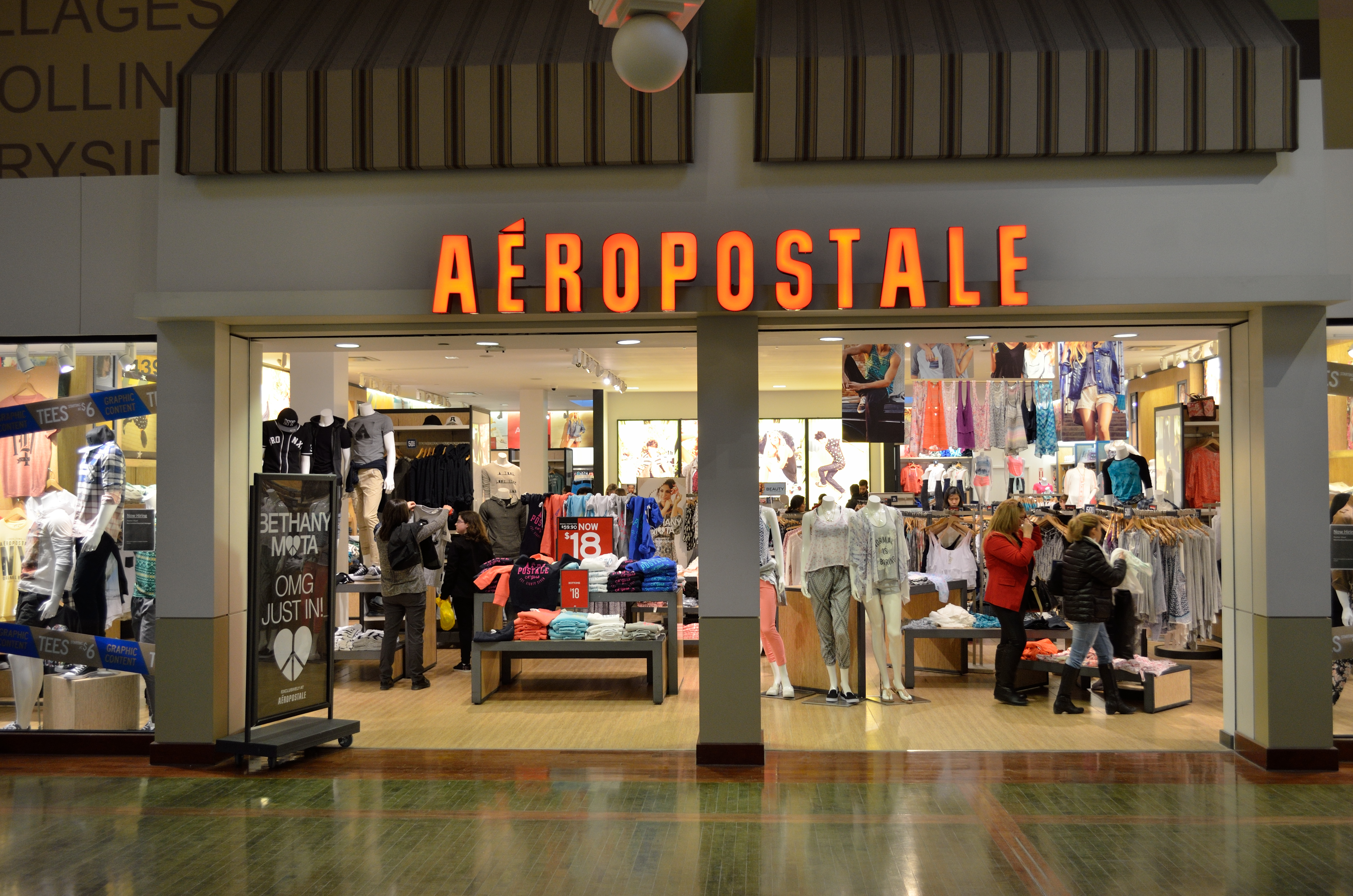
Magasin Aéropostale à Vaughan Mills

Aéropostale, Inc. (aussi connue sous le nom Aéro) est une enseigne de prêt-à-porter et d’accessoires, visant les individus entre 14 et 40 ans, qu'ils soient hommes ou femmes, ainsi que les 4 à 12 ans par le biais de leurs magasins P.S. from Aéropostale. Aéropostale contrôle de manière exclusive tout ce qui concerne sa marque. En effet, elle se charge elle-même du design, de la création, du marketing ainsi que de la vente de sa propre marchandise. La société détient 914 magasins Aéropostale aux États-Unis (compris dans les 50 États et à Porto Rico) et environ 75 magasins au Canada. P.S. from Aéropostale présente quant à lui 97 boutiques réparties dans 22 États des États-Unis. Les gérants de la marque exploitent également 20 boutiques Aéropostale et P.S. from Aéropostale au Moyen-Orient, en Asie, en Europe, au Mexique, et au Panama.

## Histoire
Le premier magasin Aéropostale est ouvert en 1987 par Macy's au centre commercial Westside Pavilion à Los Angeles. La société s'est développée à tel point qu'elle est passée de 119 boutiques en 1999 à 916 au niveau mondial seize ans après.
Pour tirer parti de l'influence d'Aéropostale pour les adolescents, la société a étendu sa chaîne du même nom à une nouvelle chaîne appelée P.S. from Aéropostale, axée sur les enfants. P.S., from Aéropostale, démarrée en 2009, et qui ne vendait au départ que des vêtements pour les 7-12 ans. À l'hiver 2011, P.S. a ajouté des vêtements pour les 3, 4, 5 et 6 ans à leurs collections. 
La société a également produit une marque secondaire appelée Jimmy'Z axée sur les vêtements de surf et de skate. Les 14 magasins ont été désignés comme les plus haut de gamme avec des prix plus élevés que la chaîne mère. La société a fermé la marque Jimmy'Z durant l'année 2009,.
En mai 2016, Aéropostale se place sous le régime de protection de faillites et annonce la fermeture de cent magasins sur les huit cents qu'il gère.

## Concurrence
Aéropostale dispose de concurrents qui vendent des produits similaires. Parmi eux, Abercrombie & Fitch et sa filiale Hollister Co., et American Eagle Outfitters ainsi que d'autres enseignes. La filiale pour enfants d'Aéropostale's, P.S. from Aéropostale, a comme principaux concurrents la filiale pour enfants d'A&F, Abercrombie kids et celle d'American Eagle, American Eagle's 77kids.

## Questions juridiques
- En mars 2007, Aéropostale a été accusée de porter atteinte à un brevet détenu par Card Activation Technologies, Inc. dans un procès intenté dans le District Nord de l'Illinois[8]. Quoi qu'il en soit, dans un procès séparé sur le même brevet, Card Activation a reçu une réponse sur la revendication qui a été interprétée comme « extrêmement favorable » à la « poursuite des contrevenants » du brevet[9].

- Le vice-président exécutif et le chef de marchandise Christopher Finazzo est licencié en novembre 2006 à la suite d'une enquête du conseil d'administration qui révélait qu'il avait caché et omis de divulguer ses intérêts personnels et professionnels avec Bay Apparel Sud, un fournisseur majeur. La SEC publie une enquête sur la question Finazzo en janvier 2008. Un acte d'accusation criminelle a été descellé et a annoncé le 11 juin 2010 à la Cour fédérale de Brooklyn dans l'État de New York à la charge de Finazzo et Doug Dey, le propriétaire de South Bay avec culpabilité de fraude par courrier électronique[10],[11]. Finazzo a été reconnu coupable de 16 chefs d'accusation, dont 14 de fraude postale et un chacun pour fraude électronique et de complot le 25 avril 2013[12].